# بوناني
بوناني هي بلديّة في بوناني تالوك، في منطقة مالابورام، في ولاية كيرالا، بالهند . وهي بمثابة المركز الإداري لمنطقة تالوك وبلوك بانشيات التي تحمل الاسم نفسه. تقع عند مصب نهر بهاراتابوزها (نهر بوناني)، على ضفته الجنوبية، ويحدها البحر العربي من الغرب وسلسلة من البحيرات المالحة في الجنوب.

## الأسماء

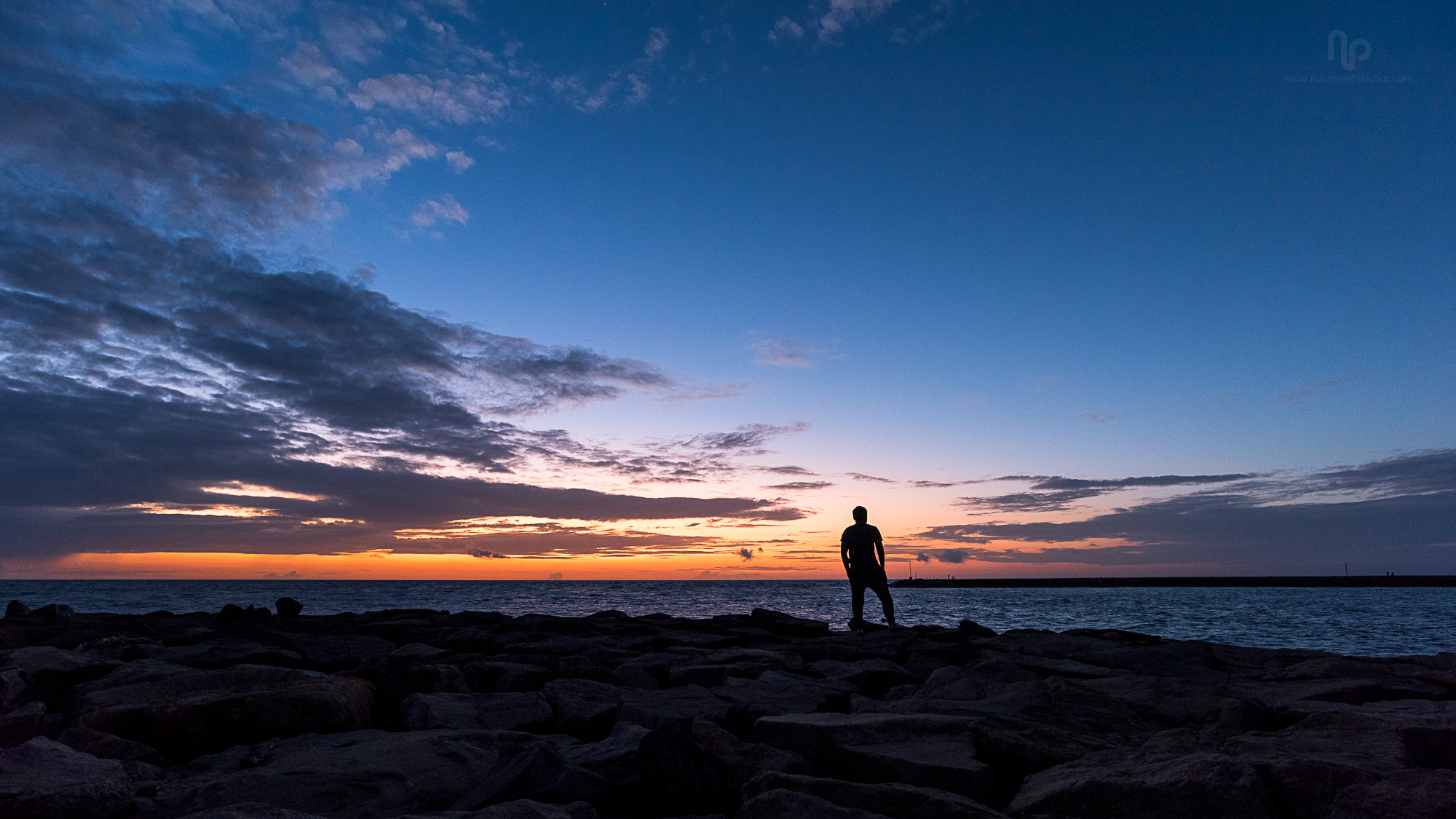
منظر للبحر العربي في بوناني

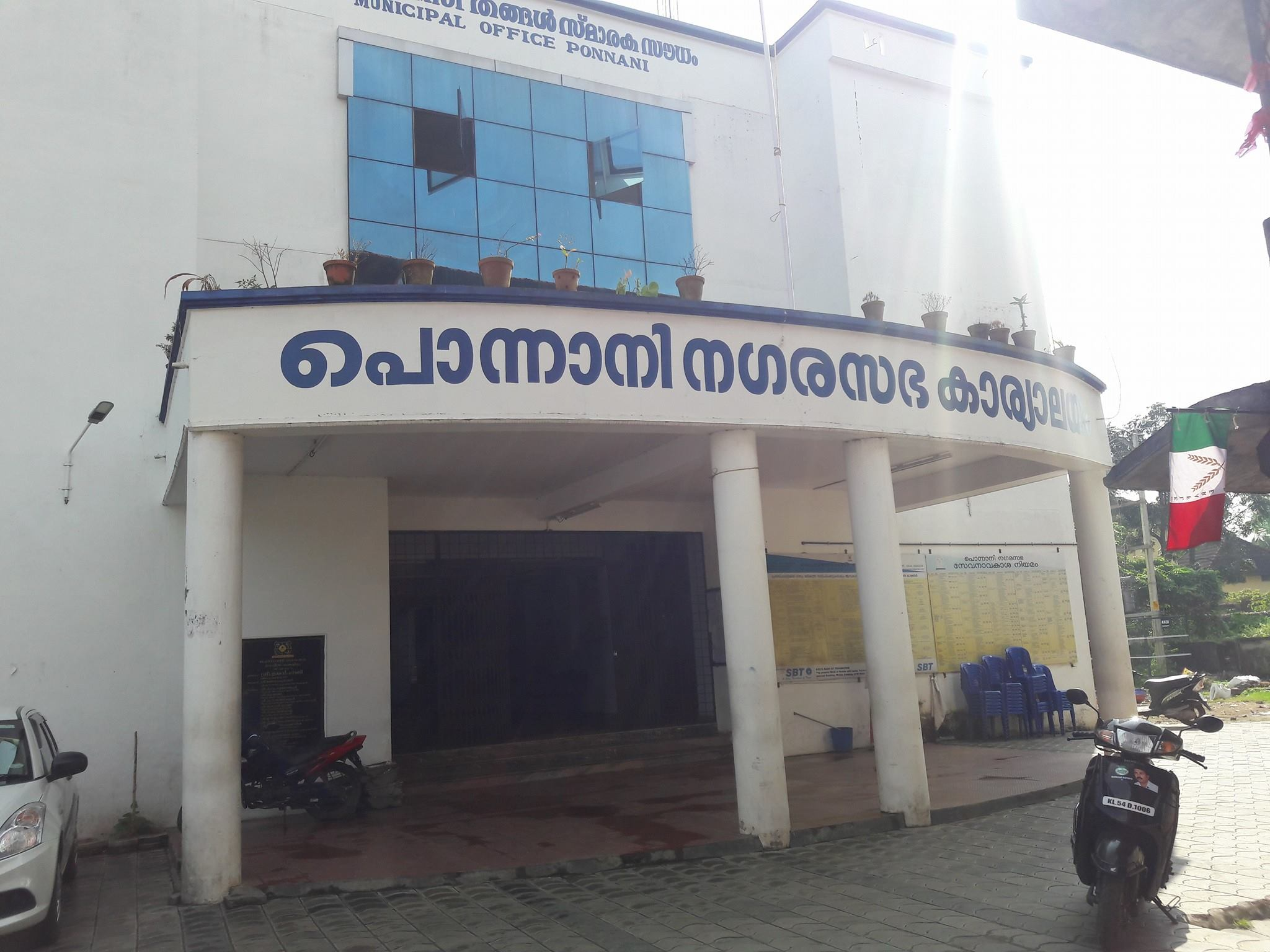
مكتب بلدية بوناني

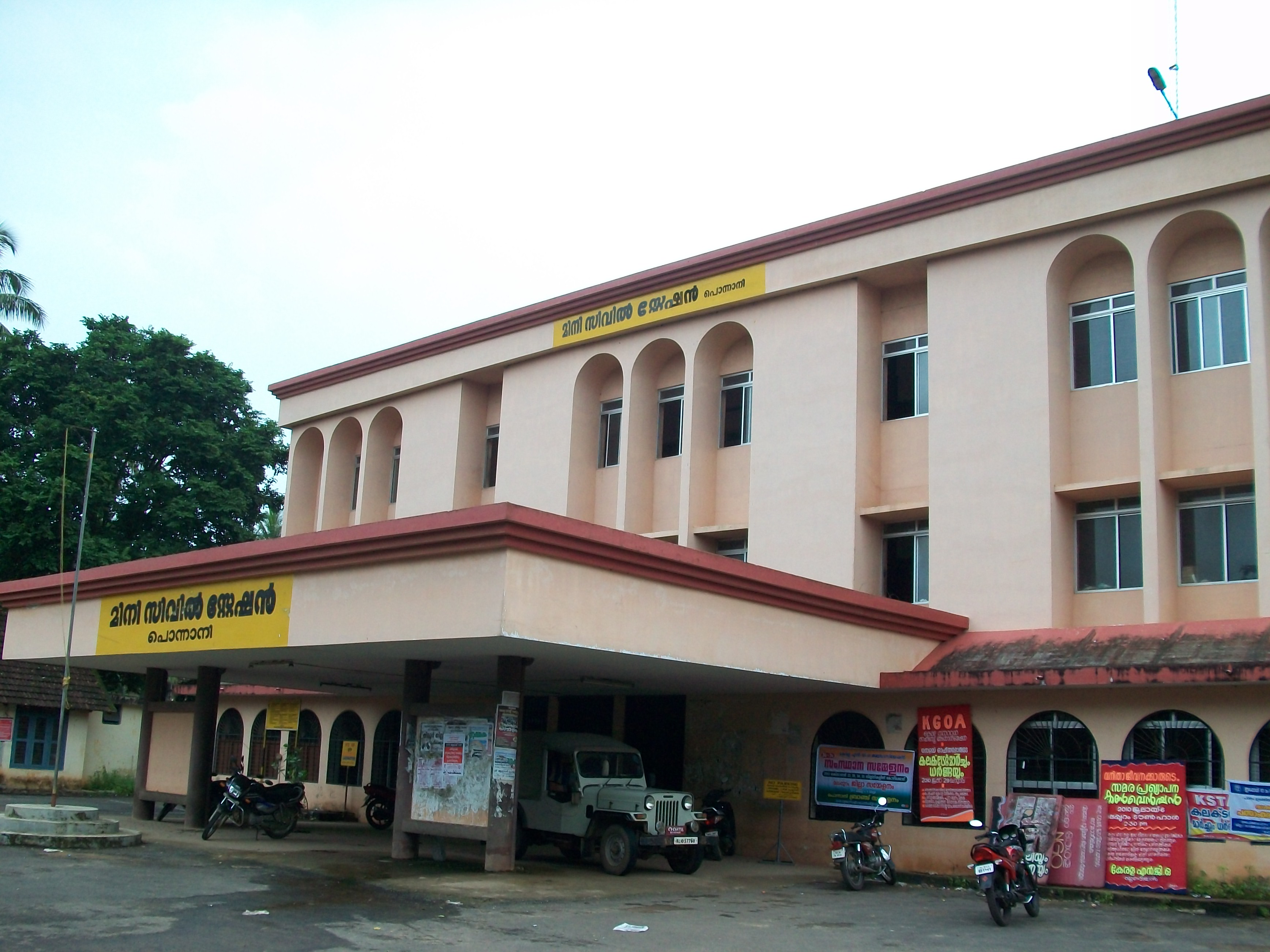
محطة بوناني المدنية الصغيرة في عام 2010

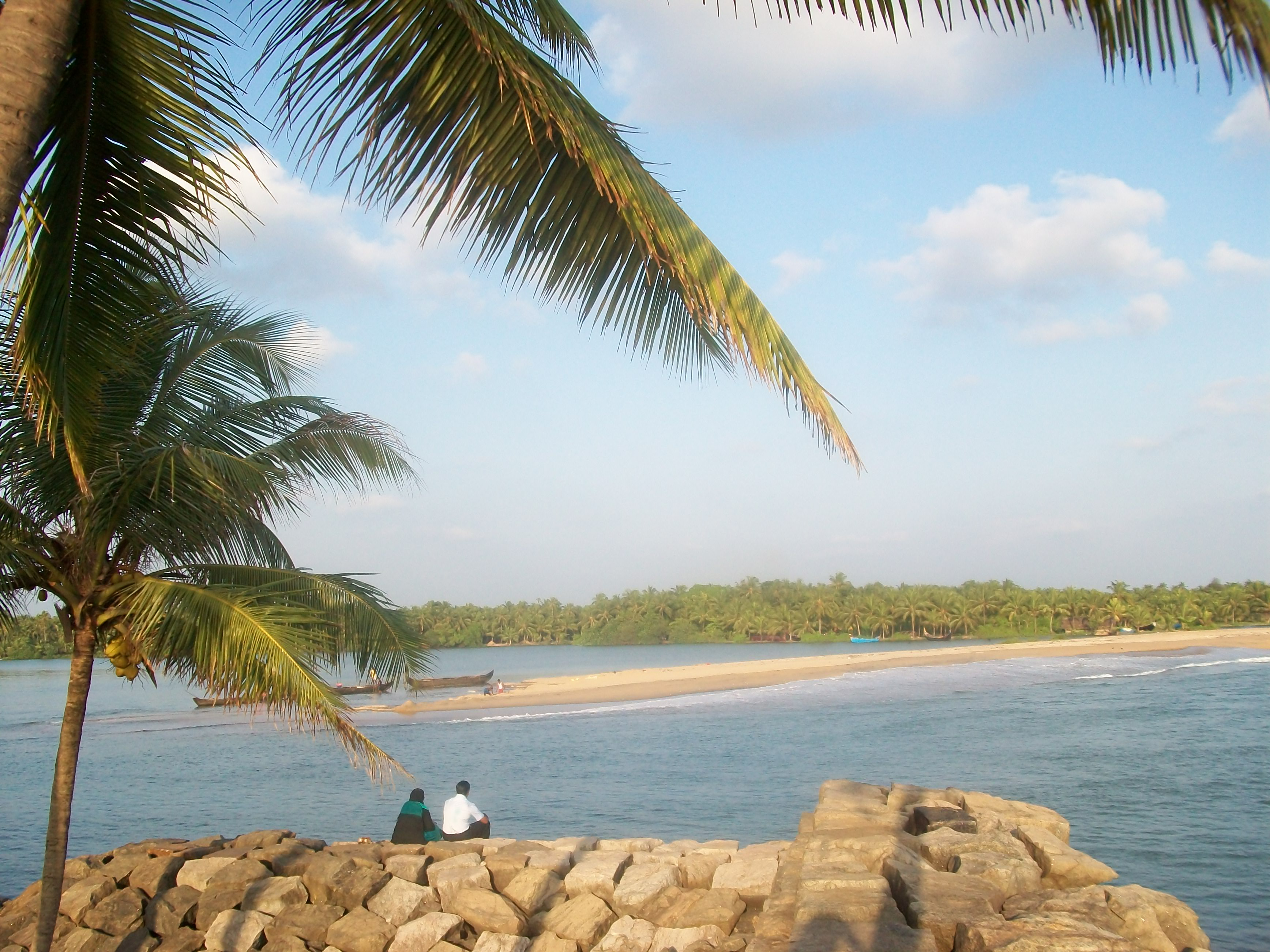
شاطئ بوثوبوناني مونامبام

يصف مؤلفون مختلفون بوناني، من أوروبا إلى شبه الجزيرة العربية إلى الصين، بأسماء مختلفة. بعض الأسماء مذكورة أدناه.
- بوناني/بانياني: شركة بريطانية/الهند الشرقية
- بونام: البحارة الصينيون [6]
- فونان: التجار العرب [6]
- باناني/باناني/بانانكس: الكتاب والبحارة البرتغاليون والإسبان [7]
- باناني/باناني: شركة الهند الشرقية الهولندية [8]
- باجنياني/باجنياني: البحارة الفرنسيون [9]

## التركيبة السكانية

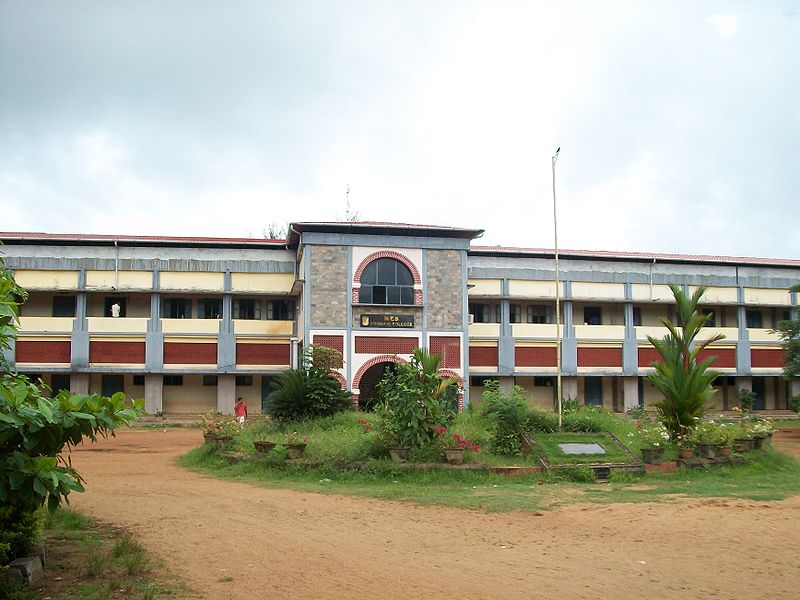
كلية MES، بوناني

حسب تعداد 2011 في الهند ، فإن عدد سكان بلدية بوناني هو 90,491 نسمة. يمثل الذكور 47% من السكان والنساء 53%. يبلغ متوسط معدل محو الأمية في بوناني 90.00٪. محو الأمية للرجال 93.36% بينما النساء 87.07%. في بوناني 13.17٪ من السكان دون سن 7 سنوات. كان النظام المتريني للانتقال (ماروماكاثايام) منتشرًا بين العائلات النايرية والمسلمة في بوناني.
حوالي 68.31% من السكان هم من المسلمين و 31.02% هم من الهندوس. تشكل الطبقة المجدولة (SC) نسبة 5.75% بينما تشكل القبائل المجدولة (ST) نسبة 0.22% من إجمالي السكان في بوناني (M).

## قراءة إضافية
- S. Muhammad Hussain Nainar (1942)، Tuhfat-al-Mujahidin: An Historical Work in The Arabic Language، University of Madras، اطلع عليه بتاريخ 2020-12-03 (English translation of the original Arabic version written by Zainudheen Makhdoom in sixteenth century CE)
- K. V. Krishna Iyer (1938)، Zamorins of Calicut: From the earliest times to AD 1806، Norman Printing Bureau, Kozhikode

## روابط خارجية
- الموقع الرسمي
- الموعد المتبقي لانتخابات بلدية بوناني 2020